# Дмитрий Галямин
Дмитрий Александрович Галямин е бивш руски футболист и треньор. Участник на Мондиал 1994. От 1986 е майстор на спорта.

## Кариера
Юноша е на Спартак Москва. На 18 години е повикан в армията и е трансфериран в ЦСКА Москва. Прекарва 11 години в тима на „армейцит“, като изиграва близо 300 мача. С негов гол ЦСКА печели последния шампионат на СССР през 1991 г. Между 1990 и 1991 г. е национал на СССР и записва 12 срещи.
След разпадането на СССР отива да играе в Еспаньол, заедно с още трима руснаци – Игор Корнеев, Дмитрий Кузнецов и Андрей Мох. Кариерата на бранителя в Испания обаче е съпътствана от травми и той не успява да стане твърд титуляр. През сезон 1993/94 Галямин обаче е здрав и рядко пропуска двубои. Благодарение на това треньорът на руския национален отбор Павел Садирин вика защитника за Мондиал 1994. В САЩ изиграва 1 мач – срещу Швеция, загубен от „Сборная“ с 1:3.
През 1994 подписва с Мерида. Записва само 8 мача за тима, след което е принуден да сложи край на кариерата си поради гръбначна контузия.

## Треньорска кариера
През 2002 Галямин поема Динамо Санкт Петербург. След това е треньор на Кристал Смолянск и ФК Химки. През 2004 става помощник-треньор на Артур Жорже в ЦСКА Москва. Там обаче остава няколко седмици. След това е треньор на Том Томск и Анжи. През 2006 е треньор на Спартак Нижни Новгород. През 2008 е временен треньор на Сатурн Раменское. От 1 ноември 2012 е спортен директор на Динамо Москва.